# Marina Wiktorowna Logwinenko

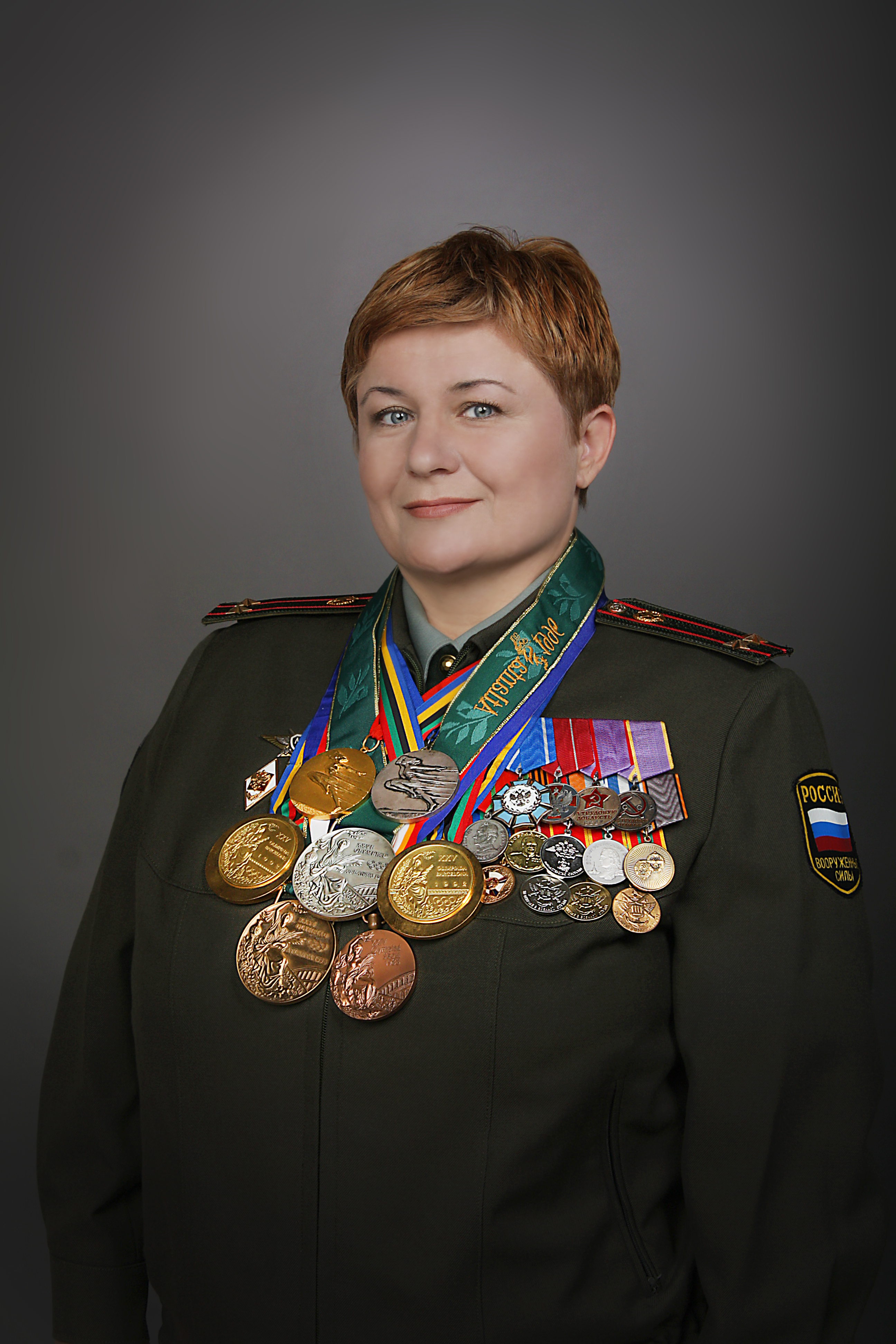
Marina Logwinenko

Marina Wiktorowna Logwinenko, geb. Dobrantschewa (russisch Марина Викторовна Добранчева-Логвиненко; * 1. September 1961 in Schachty, Russische SFSR) ist eine ehemalige russische Sportschützin.
Marina Logwinenko, die seit 1981 der sowjetischen Nationalmannschaft angehörte, startete bei den Olympischen Sommerspielen 1988 in Seoul unter ihrem Geburtsnamen Dobrantschewa und gewann die Bronzemedaille mit der Luftpistole. Vier Jahre später in Barcelona stand sie in der Mannschaft des Vereinten Teams der ehemaligen Sowjetrepubliken und konnte mit der Luftpistole vor Li Duihong und Munkhbayar Dorjsuren sowie mit der Sportpistole vor Jasna Šekarić und Marija Grosdewa jeweils Olympiasiegerin werden. 1996 startete sie für Russland und konnte eine Silbermedaille mit der Luftpistole und Bronze mit der Sportpistole erringen.